# Algemene luchtvaart
De algemene luchtvaart of general aviation (GA) is de burgerluchtvaart met uitzondering van lijn- en charterverkeer. De vluchten moeten voldoen aan de zichtvlieg- (VFR) of instrumentvliegvoorschriften (IFR), zoals lichte, zaken- en sportvliegtuigen of reddingshelikopters. De algemene luchtvaart vertegenwoordigt daarom het individuele luchtverkeer.